# 休斯敦县 (田纳西州)
休斯頓縣（英語：Houston County）是美國田納西州西北部的一個縣，西界田納西河。面積536平方公里。根據美國2000年人口普查，共有人口8,088人。縣治埃爾 (Erin)。
成立於1871年1月21日。縣名紀念德克薩斯共和國總統、首任德克薩斯州州長山姆·休斯頓。